# Ogbunikegrottorna
Ogbunikegrottorna ligger i delstaten Anambra i sydöstra Nigeria.

## Beskrivning
Grottorna, som ligger i en dal med tropisk regnskog och har använts under århundraden av lokalbefolkningen för vilka de har särskild andlig betydelse.. Den andliga betydelsen manifesteras än idag, inte minst vid det årliga firandet kallat "Ime Ogbe", som hålls till minne av grottornas upptäckt. Besökare måste följa traditionen och ta av sig skorna innan de stiger in i grottorna.

## Världsarvsstatus
Den 8 oktober 2007 sattes Ogbunikegrottorna upp på Nigerias tentativa världsarvslista.